# أغوستين كانوبيو
أغوستين كانوبيو (بالإسبانية: Agustín Canobbio) هو لاعب كرة قدم أوروغواياني في مركز الوسط، ولد في 1 أكتوبر 1998 في الأوروغواي. لعب مع بنيارول.

## وصلات خارجية
- أغوستين كانوبيو على موقع الاتحاد الدولي (مؤرشف)  (الإنجليزية)
- أغوستين كانوبيو على موقع قاعدة بيانات كرة القدم.إي يو (الإنجليزية)
- أغوستين كانوبيو على موقع ليكيب (الفرنسية)
- أغوستين كانوبيو على موقع ناشيونال فوتبول تيمز (الإنجليزية)
- أغوستين كانوبيو على موقع Soccerway.com (الإنجليزية)
- أغوستين كانوبيو على موقع عالم كرة القدم.نت (الإنجليزية)
- أغوستين كانوبيو على موقع AS.com (الإسبانية)